# Северные леса Мэна
Северные леса Мэна — это северный регион штата Мэн в Соединенных Штатах. Этот малонаселенный регион контролируется несколькими частными предприятиями и государственными учреждениями и разделен на 155 невключённых территорий. В этом регионе нет ни крупных городов, ни асфальтированных дорог.
Этот регион занимает более 14 000 км2 и граничит с Канадой на западе и севере. Регион располагается на территории нескольких округов штата Мэна: Арустук, Сомерсет, Пенобскот и Пискатакуис.
Его основная продукция-древесина для целлюлозы и пиломатериалов, а также Охота и отдых на свежем воздухе .
В регионе протекают две реки: Сент-Джон и Аллагаш.

## История

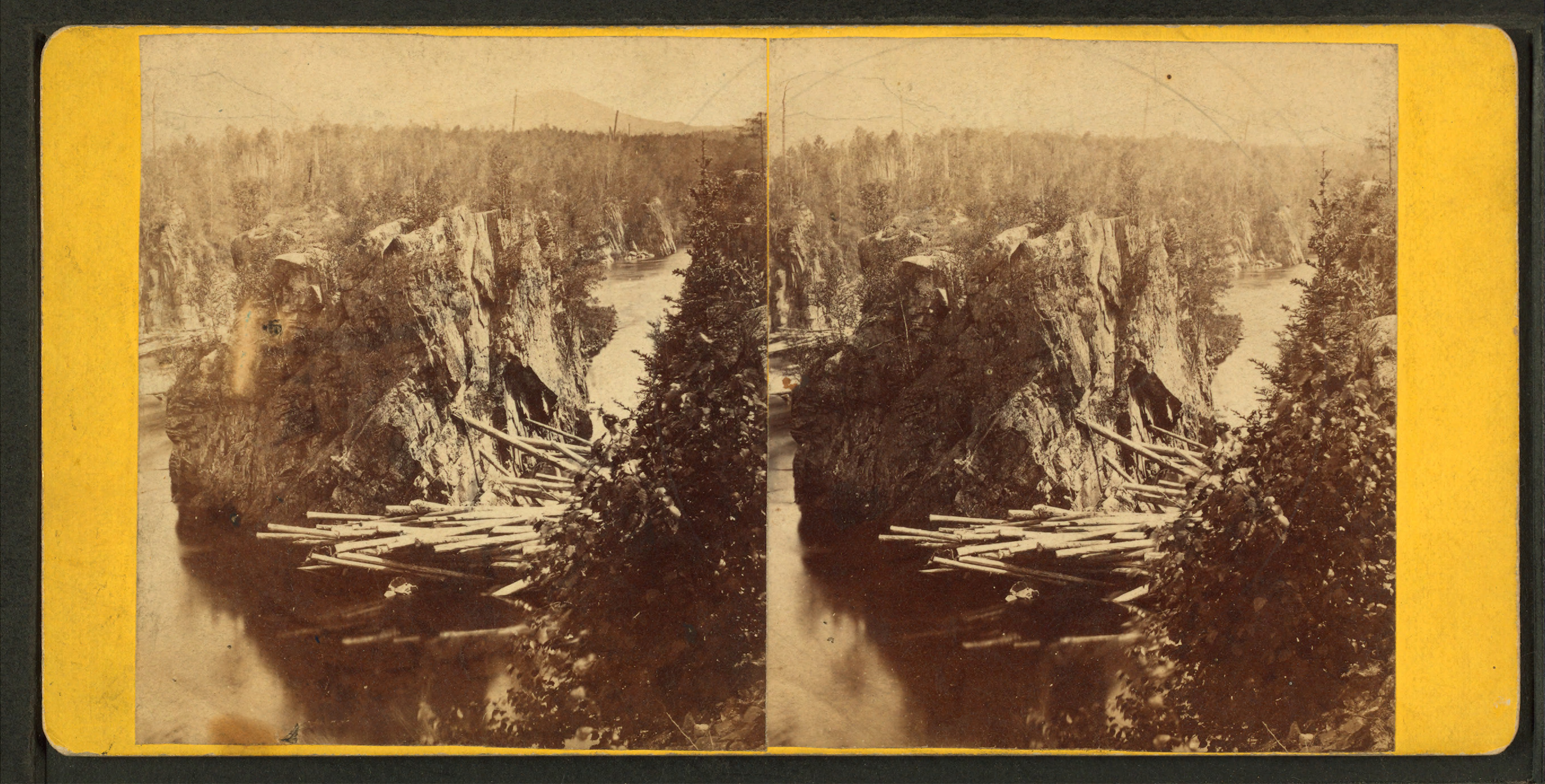
Затор из бревен при их транспортировке по реке, 1870е

Первые европейские поселенцы в этих краях занимались рыболовством и судостроением, а также преобразованием леса в сельскохозяйственные уголья. Деревья из расчищенных лесов давали древесину для домов, амбаров и кораблей, чтобы поддержать рыбную промышленность и европейскую торговлю. Когда прибрежные леса были очищены, поселенцы двинулись вглубь страны вдоль крупных рек от Гудзона на север до реки Святого Лаврентия. Позже поселенцы стали продвигаться дальше от прибрежной зоны, после чего стали сплавлять бревна по рекам в большие города, такие как Бангор и Сент-Джон.
До начала строительства железных дорог промышленные инвестиции в этих городах зависели от лесных ресурсов. Активная конкуренция за леса верхнего водораздела реки Сент-Джон возникла в 1830-х годах.

## Флора и фауна
Леса Северного Мэна, являясь частью леса Новой Англии и Акадии, состоят из смешанных северных лиственных пород и хвойных пород. Основными породами деревьев являются бальзамическая пихта, чёрная ель и туя западная, также аллеганская берёза, бумажная берёза, осинообразный тополь, сосна веймутова, серая ольха и канадская тсуга.
Здесь также обитают белохвостые олени, лоси, черные медведи, рыси, койоты, рыжая лиса, рыболов, канадские выдры, куницы, бобры, ондатры, красные белки и зайцы-беляки, а также многие другие.
К птицам, обитающим в этом регионе, относятся белошейная зонотрихия, каролинская утка, красноглазый виреон, желтогорлый певун,
пятнистый перевозчик, странствующий дрозд, черноклювая гагара, североамериканский ошейниковый зимородок, желтоклювая американская кукушка, малый гоголь, черношапочная гаичка, большой крохаль, канадская кукша, воротничковый рябчик и канадская дикуша.
Существуют официальные охотничьи сезоны для глухарей, оленей и медведей, а также государственная лотерейная система выдачи лицензий на охоту на лосей. Северные леса Мэна также являются домом для вымирающей канадской рыси, белоголового орла и Pedicularis furbishiae. При расселении европейцев в этих лесах исчезли такие виды животных, как карибу и волки.

## Фольклор
Уникальная мифология сложилась в отдаленных лесозаготовительных лагерях среди лесорубов. Для них особое значение имели две птицы. Серые сойки следовали за лесорубами по лесу в надежде украсть пищу, но лесорубы не причиняли им вреда, поскольку считалось, что они являются духами умерших лесорубов. Некоторые французские канадцы бросали работу, если они увидели белую сову, слетевшую с дерева, которое они срубали, потому что считали, что это призрак, который будет преследовать их, если они не покинут эту часть леса.
Существовали и другие легенды о разных мифических существах. Например, считалось, что в северных лесах Мэна обитает Динг-Болл — пума, у которой последний хвостовой сустав был шарообразным. Оно пело человеческим голосом и выманивало неопытных работников в лес, где разбивало им голову своим хвостом. Другая легенда рассказывала о вендиго, который оставлял шестидесятисантиметровые следы с кровавыми каплями.